# Funiculaire Territet – Mont-Fleuri
Le Funiculaire Territet – Mont-Fleuri reliait l'hôtel du Mont-Fleuri, situé sur les hauteurs de Montreux, aux rives du Léman de 1910 à 1992.

## Histoire

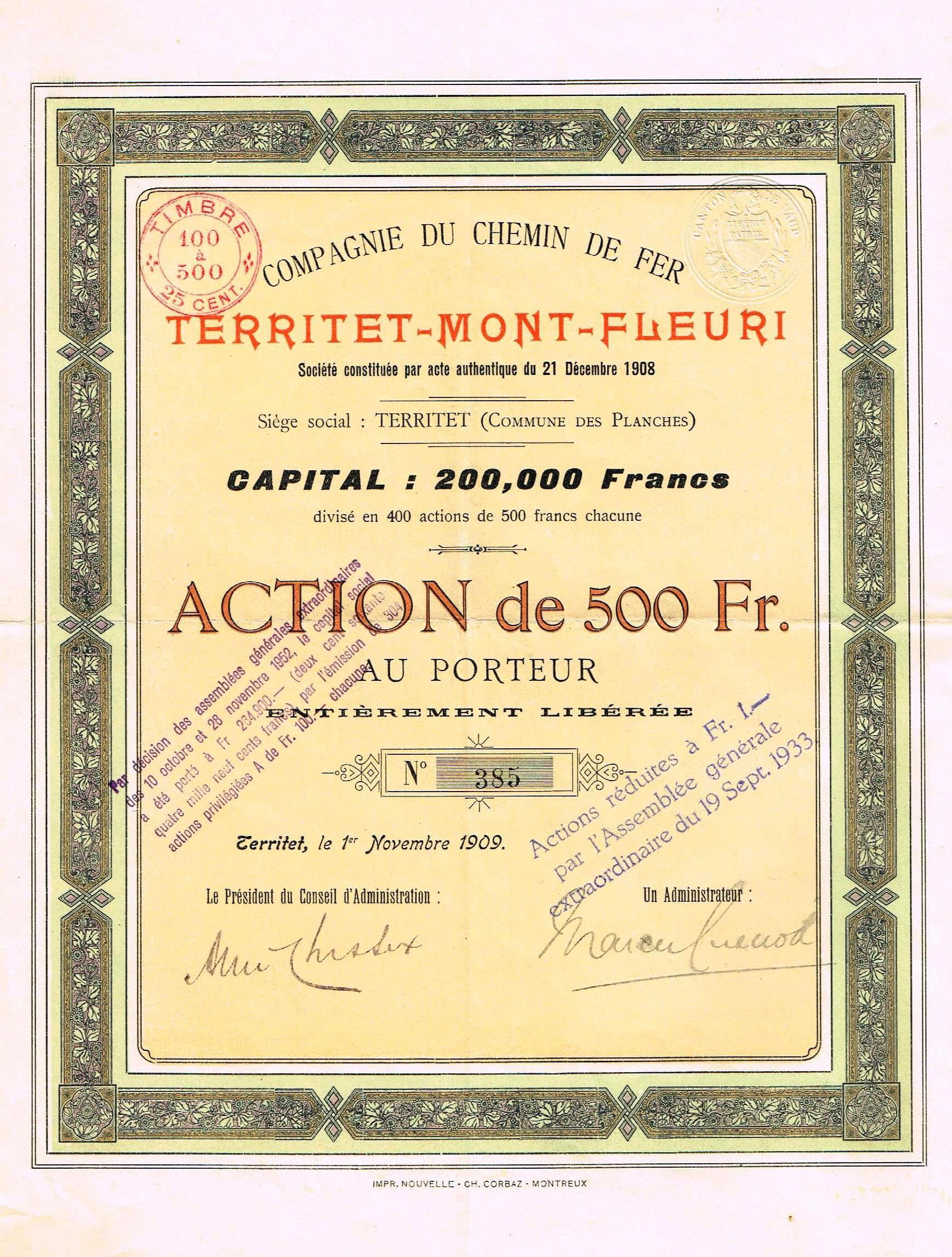
Action de la Compagnie du Chemin de fer Territet-Mont-Fleuri en date du 1. Novembre 1909

La Compagnie du Chemin de Fer Territet – Mont-Fleuri (TMF) a exploité ce funiculaire du 30 juillet 1910 au 4 novembre 1992. À la suite de la transformation en 1987 de l'hôtel de Territet en pensionnat pour jeunes filles, le funiculaire ne lui a survécu que cinq ans, le coût d'une rénovation n'étant pas supportable pour la compagnie.

## Caractéristiques
La machinerie, située dans la station supérieure, était dès l'origine alimentée à l'électricité. Le funiculaire a toujours comporté deux voitures, l'avalante faisant contrepoids pour tracter plus facilement la montante.
Données techniques :
- Longueur exploitée : 422 mètres
- Longueur totale : 430 mètres
- Dénivelé : 185 mètres
- Rampe : de 423 à 560 ‰
- Écartement des rails : 1000 mm

## Images

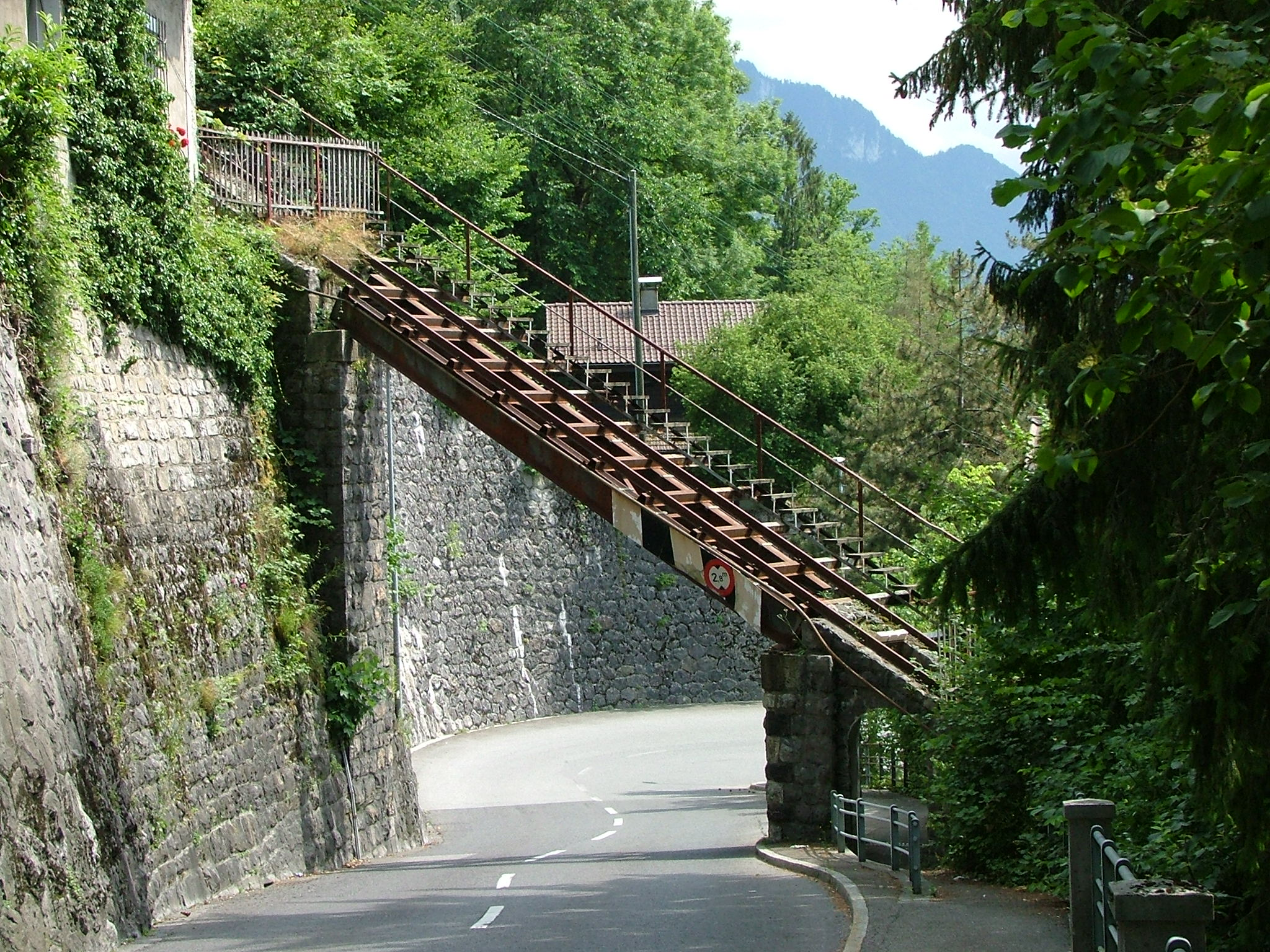
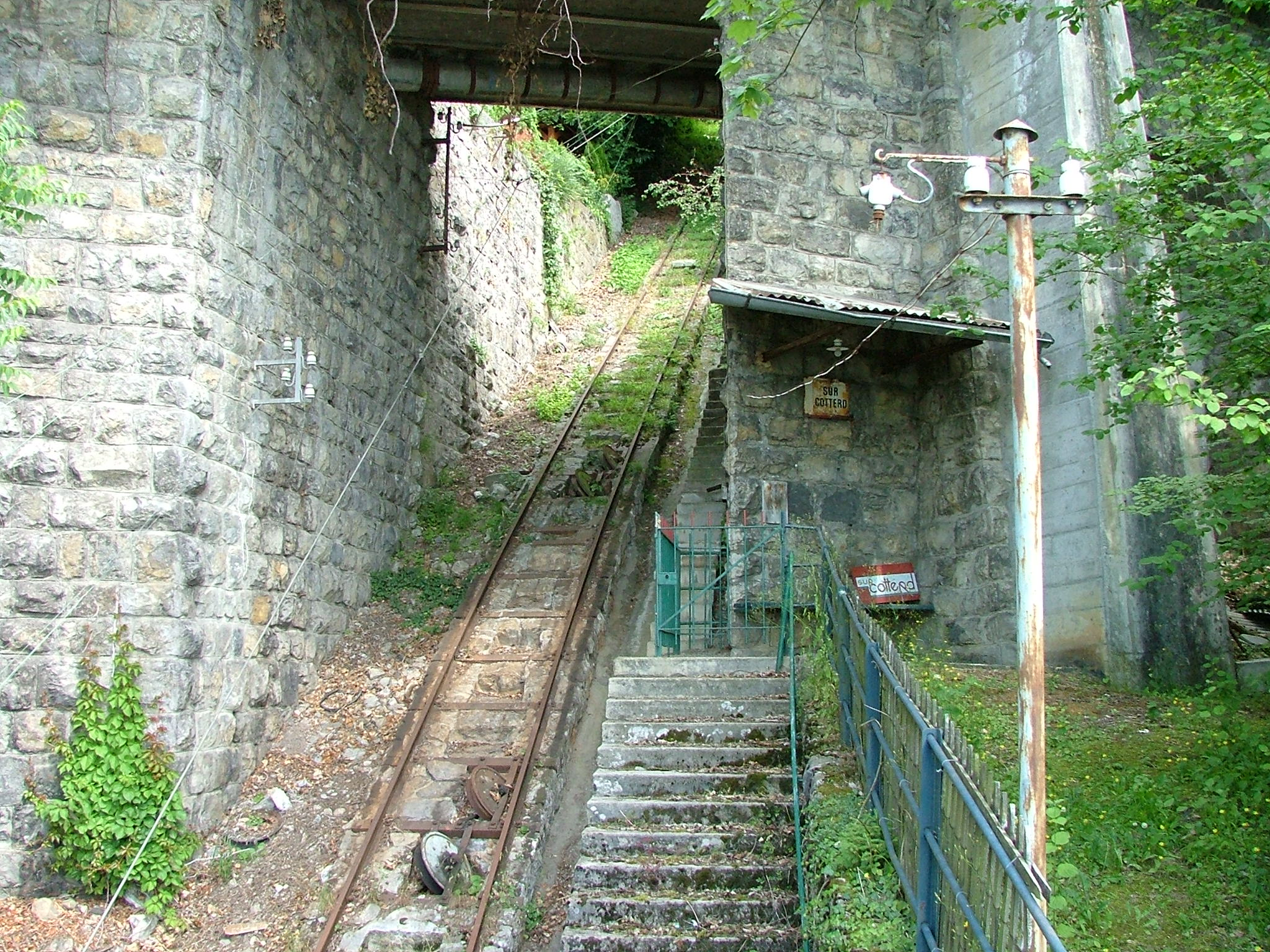
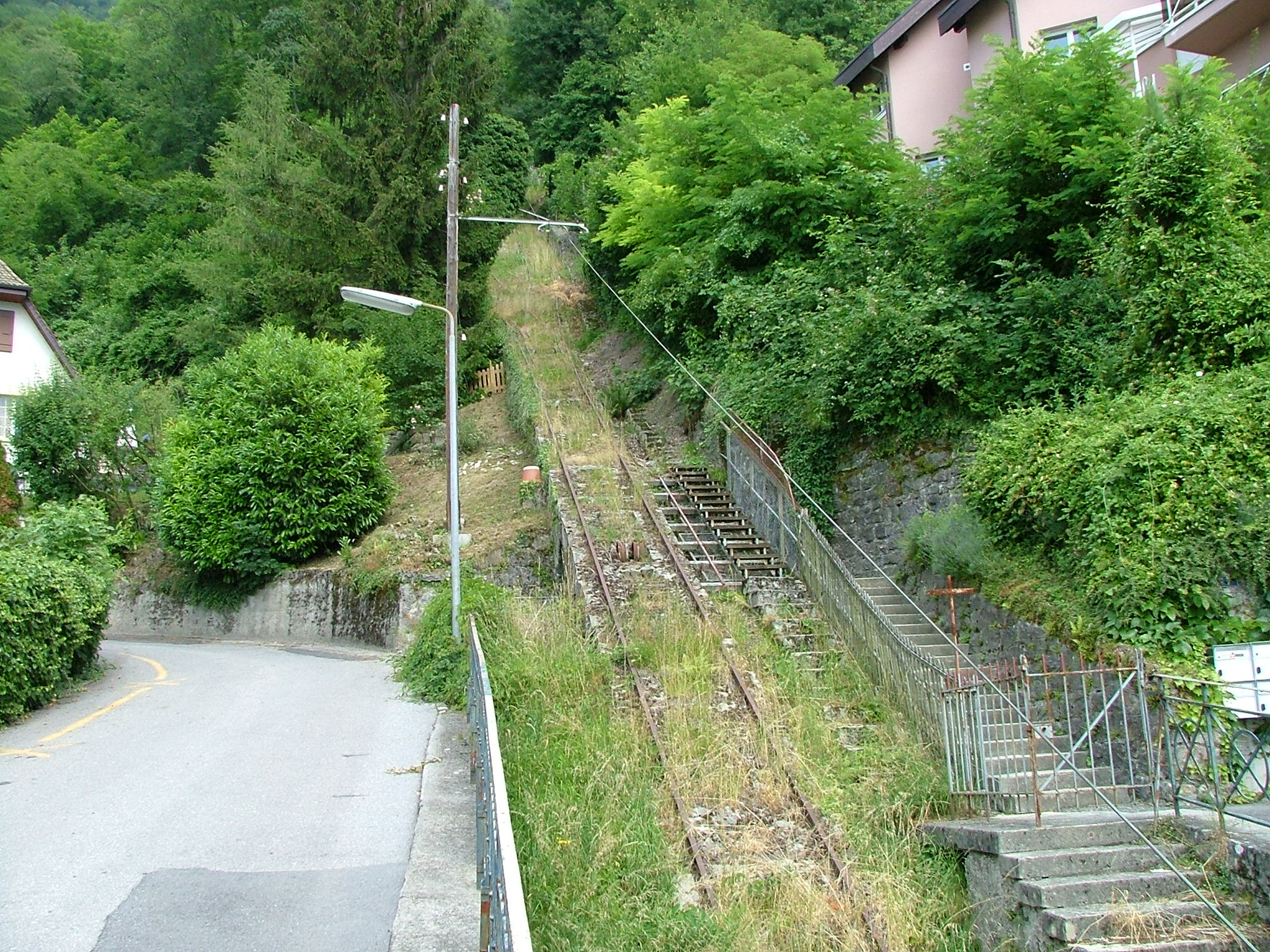